# يكار (ذمار)
يكار هي إحدى قرى الجمهورية اليمنية. تتبع جغرافيا لمحافظة ذمار وإداريًا لمديرية الحداء. يبلغ تعداد سكانها 4383 نسمة حسب الإحصاء الذي أجري عام 2004.